# 村山名取インターチェンジ
村山名取インターチェンジ（むらやまなとりインターチェンジ）は、山形県村山市にある東北中央自動車道のインターチェンジ (IC)（地域活性化インターチェンジ）である。
当初の整備計画では当インターチェンジを設置する予定はなかったが、山形県の要望により2012年（平成24年）4月に米沢中央IC、東根北IC、村山本飯田IC、大石田村山ICと共に、高速自動車国道との連結許可がおり、設置されることになった。
地形の制約により、村山IC方面出入口のみの県道村山大石田線と接続するハーフインターチェンジとなっていて、大石田村山IC方面出入口のみの村山本飯田インターチェンジ（県道新庄次年子村山線と接続するハーフインターチェンジ）と2つのハーフインターチェンジを合わせてフルインターチェンジの機能を持たせている。

## 歴史
- 2007年（平成19年）9月29日 : 東根 - 尾花沢の事業着手[3]。
- 2012年（平成24年）4月20日 : 地域活性化インターチェンジとして連結許可が下りる[1]。
- 2021年（令和3年）11月17日 : IC名称が「村山北（1）IC（仮称）」から「村山名取IC」に正式決定[4]。
- 2022年（令和4年）10月29日 : 東根北IC - 村山本飯田IC間 開通に伴い、供用開始[4][5]。

## 接続する道路
直接接続
- 山形県道381号村山大石田線（山形方面出入口）

## 隣
E13 東北中央自動車道
(19) 村山IC - (20-1) 村山名取IC（山形方面出入口のみのハーフIC） - (20-2) 村山本飯田IC（新庄方面出入口のみのハーフIC） - (21) 大石田村山IC